# 旺代单人不靠岸航海赛

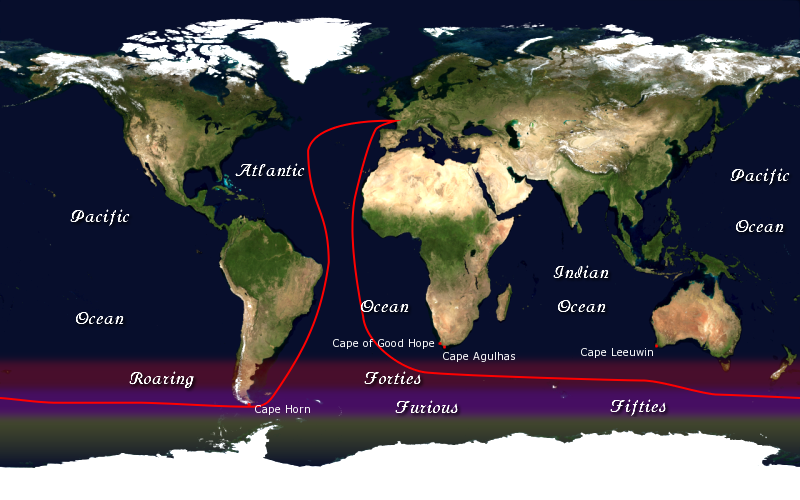
比賽路線圖

旺代單人不靠岸航海賽（Vendée Globe）是一個單人環繞世界一圈帆船比賽，沒有任何其他幫助，且不得靠岸。這場比賽是由Philippe Jeantot創立於1989年，自1992年以來每四年舉辦一次。2012-2013年比賽於2012年11月10日（星期六）開始。

## 路線
參賽選手從法國旺代的莱萨布勒多洛讷啟航，往南開經過非洲南端好望角，接著環繞南極海，跨越澳洲露紋角，再經過南美洲合恩角，最後北上回到法國。

## 外部連結
- 官方网站
- A diagram of the race （页面存档备份，存于）
- Steve White- Sailing's Underdog